# 矮寨镇
矮寨镇，是中华人民共和国湖南省湘西土家族苗族自治州吉首市下辖的一个乡镇级行政单位。

## 行政区划
矮寨镇下辖以下地区：
矮寨社区、建新社区、德夯村、小兴村、联团村、德茹村、夯腊村、吉龙村、阳孟村、排兄村、幸福村、洽比村、岩科村、坪年村、家庭村、金叶村、大兴村和中黄村。

## 中国传统村落
2012年，德夯村、中黄村被评为首批“中国传统村落”。